# Birgel

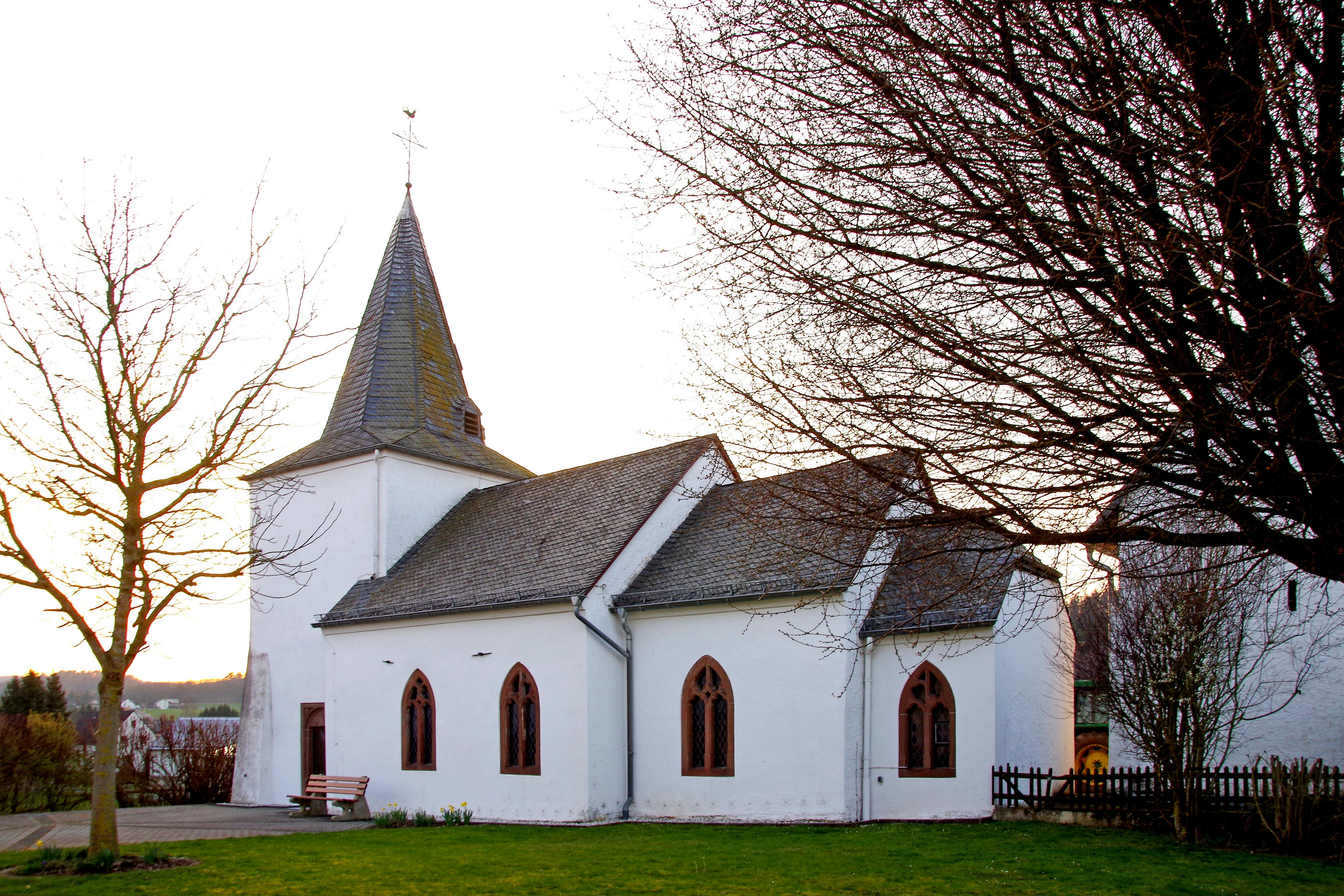
St. Hubertus (Birgel), Südostseite

Birgel ist eine Ortsgemeinde im Landkreis Vulkaneifel in Rheinland-Pfalz. Sie gehört der Verbandsgemeinde Gerolstein an.

## Geographie

### Geographische Lage
Der Ort liegt im Naturpark Vulkaneifel an der oberen Kyll. Birgel liegt auf halber Strecke zwischen Trier und Köln. Es wird erschlossen über die B 421 und die Bahnstrecke Köln – Trier (Bahnhof Lissendorf).
Zu Birgel gehören auch die Wohnplätze Bielenhof, Haus Müllers, Haus Papillon, Tannenhof und Hubertushof.

### Geologie
Der Ort gehört naturräumlich zur Kalkeifel und liegt am Südrand der Dollendorfer Kalkmulde. Die Höhenlage erstreckt sich von etwa 400 m ü. NHN an der Kyll bei Crumpsmühle bis auf etwa 526 m ü. NHN am Hirzberg.
Geologisch prägen drei Formationen die Gemeinde. Die Ausläufer der mitteldevonischen Kalkmulde im Norden, der Buntsandstein in der Mitte und im Osten, und die Sedimente der Kyll im Westen.
Hierdurch bedingt sind größere Grundwasservorkommen vorhanden, die nicht nur Birgel, sondern auch weitere Orte in der Verbandsgemeinde Obere Kyll mit Trinkwasser versorgen.

### Geologische und naturkundliche Besonderheiten
- Buntsandsteinfelsen, Naturdenkmal in der Birgeler Hardt
- Kalkofen (ehemaliger Kalksteinbruch am Hirschberg)
- Butterlei, Naturdenkmal (Dolomitfelsen auf dem Hirschberg)
- Kylltalaue
- Wiesbach mit Wiesbachmoor und Arnikawiese
- Burgberg mit keltischer Höhensiedlung und ehemaligen Sandgruben

## Geschichte
Die erste urkundliche Nennung von Birgel ist im Kommentar zum Prümer Urbar aus dem Jahre 1222 zu finden. Im Jahre 1457 erwarb Gerhard von Loen, Graf von Blankenheim die Hälfte eines Hofes in Birgel. Auch die Herren von Mirbach hatten im Ort Besitzrechte, da sie sich in einer Urkunde aus dem 16. Jahrhundert als „Herren von Birgel“ bezeichneten. Im 16. Jahrhundert geriet Birgel in den Machtbereich der Grafen von Gerolstein. Der Kurfürst von Trier besaß im Ort einen Lehenshof. Der kurtrierische Amtmann zu Daun erhielt im 16. Jahrhundert Renten aus Birgel. Dominierend im Ort blieben jedoch die Grafen von Manderscheid-Blankenheim-Gerolstein. Anlässlich eines Vergleichs im Jahre 1547 wurde festgelegt, dass Birgel zur Herrschaft Gerolstein gehörte.
In der sogenannten Franzosenzeit gehörte Birgel von 1798 bis 1814 zum Kanton Lissendorf im Saardepartement. Unter der anschließenden preußischen Verwaltung war Birgel der Bürgermeisterei Lissendorf im Kreis Daun (Regierungsbezirk Trier) zugeordnet.
Mit der rheinland-pfälzischen Kommunalreform wurden im Jahre 1970 die vormals eigenständigen Ämter Stadtkyll und Lissendorf-Birgel aufgelöst und die Gemeinde Birgel wurde der neu gebildeten Verbandsgemeinde Obere Kyll mit Sitz in Jünkerath angegliedert.
Bevölkerungsentwicklung
Die Entwicklung der Einwohnerzahl von Birgel, die Werte von 1871 bis 1987 beruhen auf Volkszählungen:
| Jahr | Einwohner |
| ---- | --------- |
| 1815 | 134       |
| 1835 | 190       |
| 1871 | 294       |
| 1905 | 328       |
| 1939 | 405       |
| 1950 | 458       |

| Jahr | Einwohner |
| ---- | --------- |
| 1961 | 530       |
| 1970 | 522       |
| 1987 | 458       |
| 1997 | 496       |
| 2005 | 506       |
| 2017 | 444       |

## Politik

### Gemeinderat
Der Gemeinderat in Birgel besteht aus acht Ratsmitgliedern, die bei der Kommunalwahl am 9. Juni 2024 in einer Mehrheitswahl gewählt wurden, und dem ehrenamtlichen Ortsbürgermeister als Vorsitzendem.

### Bürgermeister
Peter Hutsch wurde am 4. Juli 2024 Ortsbürgermeister von Birgel. Bei der Direktwahl am 9. Juni 2024 war er als einziger Bewerber mit einem Stimmenanteil von 89,4 % gewählt worden.
Hutschs Vorgänger Elmar Malburg hatte das Amt zehn Jahre inne.

### Wappen
| Wappen von Birgel | Blasonierung: „In Grün über silbernem Dreiberg ein silberner Hirschkopf im Visier mit silbernem Hochkreuz zwischen den Geweihstangen.“ |
| Wappen von Birgel | Wappenbegründung: Der Ortsname geht auf eine althochdeutsche Bezeichnung für einen kleinen Berg zurück. Der Dreiberg im Wappen der Ortsgemeinde steht damit als redendes Wappen für Birgel. Der silberne Hirschkopf mit Kreuz ist das Attribut des Heiligen Hubertus, dem die Kapelle in Birgel geweiht ist. |

## Kultur und Sehenswürdigkeiten
- Kapelle St. Hubertus – ein Saalbau aus dem frühen 16. Jahrhundert.
- Butterley – ein Dolomitfelsen auf dem Hirschberg, der seit 1938 ein Naturdenkmal ist.
- Birgeler Hardt – die Buntsandsteinfelsen sind seit 1948 Naturdenkmal.
- Hubertuseiche von 1750 – sie ist 23 m hoch und hat ein Brusthöhenumfang von 2,5 m.
- Historische Wassermühle aus dem 13. Jahrhundert mit Mühlenmuseum.
- Pilgerstein von 1997 zwischen Wiesbaum und Birgel.

Siehe auch: Liste der Kulturdenkmäler in Birgel
Siehe auch: Liste der Naturdenkmale in Birgel

## Öffentliche Einrichtungen
- Bürgerhaus
- Feuerwehrhaus
- Kapelle, dem Hubertus geweiht
- Friedhof mit Einsegnungshalle
- Sportplatz mit Grillhütte und Mehrzweckhalle
- naturnaher Spielplatz mit Bolzplatz (Einweihung 2006)

## Sonstiges
Im Jahr 2006 erreichte die Ortsgemeinde Birgel den 1. Platz im Wettbewerb Unser Dorf hat Zukunft in der Hauptklasse des Landkreises Vulkaneifel (damals noch Kreis Daun).